# Rasmus Stjerne
Rasmus Stjerne (né le 26 mai 1988) est un curleur danois.

## Biographie
En août 2013, Rasmus Stjerne est sélectionné pour représenter le Danemark lors du tournoi masculin de curling aux Jeux olympiques de 2014, aux côtés de Mikkel Poulsen, Johnny Frederiksen, Troels Harry et Lars Vilandt.

## Palmarès

### Championnats du monde
| Édition    | Bâle 2016 |
| Classement | Argent    |

### Championnats d'Europe
| Édition    | Champéry 2010 | Moscou 2011 |
| Classement | Argent        | Bronze      |